# أليكس سانشيز (لاعب كرة قاعدة)
أليكس سانشيز (بالإنجليزية: Alex Sanchez)‏ هو لاعب كرة قاعدة أمريكي، ولد في 8 أبريل 1966 في كونكورد في الولايات المتحدة.

## وصلات خارجية
- أليكس سانشيز على موقعبيزبول رفرنس.كوم (الدوري الرئيسي) (الإنجليزية)
- أليكس سانشيز على موقعبيزبول رفرنس.كوم (الدوري الثانوي) (الإنجليزية)